# Miguel Aldama
Miguel de Aldama y Alfonso (La Habana, 24 de octubre de 1821-Nueva York, 15 de marzo de 1888) fue un aristócrata y adinerado cubano del siglo XIX. Recibió el título nobiliario de marqués de Santa Rosa del Río por concesión de la reina Isabel II el 10 de agosto de 1868.

## Biografía
Miguel de Aldama y Alfonso nació el 24 de octubre de 1821, en La Habana. Procedente de una de las más ilustres familias cubanas del siglo XIX, heredó una de las mayores fortunas de la isla, un vasto patrimonio construido sobre la base de ingenios y plantaciones azucareras que funcionaban con mano de obra esclavizada. Era hijo del vizcaíno Domingo Aldama y Aréchaga y de la cubana Rosa Alfonso Soler, y hermano de María de los Dolores Aldama y Alfonso (marquesa de Montelo).      
Con el paso de los años, gran parte de la aristocracia criolla cubana fue desarrollando una conciencia propia e ideales que primero fueron reformistas y luego anexionistas para, finalmente, desembocar en el independentismo. Aldama era uno de estos aristócratas criollos. 
El 10 de octubre de 1868, estalló la Guerra de los Diez Años (1868-1878), primera guerra por la independencia de Cuba. Aldama estuvo involucrado en las conspiraciones. El 24 de enero de 1869, los voluntarios peninsulares saquearon su casa, el Palacio de Aldama, con el pretexto de que Domingo del Monte, otro de los independentistas, había escondido ahí armas para la causa. Sin embargo, los voluntarios no pudieron encontrar nada más que la colección personal de armas de Aldama. 
Tras este incidente, Aldama decidió exiliarse en los Estados Unidos y fungió como uno de los principales agentes en Nueva York, a nombre del Gobierno de la República de Cuba en Armas. En dicho puesto, Aldama entró en conflicto con el mayor general Manuel de Quesada, enviado desde Cuba por el presidente Carlos Manuel de Céspedes para promover expediciones armadas para reforzar a los independentistas cubanos. 
A partir de ese momento, los independentistas cubanos exiliados en Estados Unidos se dividieron en dos facciones, "quesadistas" y "aldamistas", lo cual perjudicó muchísimo la causa independentista. La guerra concluyó en 1878, tras el Pacto del Zanjón y la imposibilidad de los cubanos de continuar la lucha. Dicho pacto estipuló el regreso de todos los exiliados y la devolución a ellos de todas sus propiedades confiscadas por el Gobierno colonial español. 
Aldama y su familia regresaron a La Habana, aunque nunca más volvieron a habitar su palacio, el cual se mantiene intacto hasta la actualidad. Viejo y enfermo, Miguel de Aldama y Alfonso falleció en Manhattan el 15 de marzo de 1888, a los sesenta y seis años de edad. Fue enterrado en el cementerio de Greenwood.